# Комарин (Тернопольская область)
Комарин (укр. Комарин) — село в Почаевской городской общине Кременецкого района Тернопольской области Украины.
Код КОАТУУ — 6123488202. Население по переписи 2015 года составляло 415 человек.

## Географическое положение
Село Комарин находится на правом берегу реки Иква,
выше по течению на расстоянии в 4,5 км расположено село Рыдомиль,
ниже по течению на расстоянии в 0,5 км расположено село Поповцы,
на противоположном берегу — село Старый Тараж.
На реке сделано несколько запруд.

## История
- 1463 год — дата основания.